# میمون شبگرد لاریانگ
میمون شبگرد لاریانگ (نام علمی: Tarsius lariang) نام یک گونه از سرده شبگردمیمون‌ها است.